# Parti social nationaliste - Yémen
Ne doit pas être confondu avec Parti socialiste yéménite.
Le Parti social-nationaliste - Yémen (PSNY ; en arabe : الحزب القومي الاجتماعي - اليمن, al-Ḥizb al-Qawamī al-Ijtimā'ī - al-Yaman), est un parti politique nationaliste yéménite. Le parti est autorisé le 3 février 1997, son chef depuis lors est Abdul Aziz al-Bakir. 

## Idéologie
Le parti s'oppose farouchement à l'intervention menée par l'Arabie saoudite au Yémen et est en faveur de l'intégrité territoriale ainsi que de l'histoire du Yémen qui remonte à des milliers d'années et qui, selon lui, renforce l'identité nationale yéménite distincte.
Le PSNY condamne fréquemment une « alliance américano-sioniste », dont il considère l'Arabie saoudite comme faisant partie, l'accuse d'essayer de détruire le Yémen,.
Il condamne la perception du gouvernement houthi en tant que mandataire iranien, assimilant à la place le côté houthi de la guerre à l'État yéménite et accusant Abdrabbo Mansour Hadi de séparatisme. Le 21 septembre 2021, le chef du PSNY al-Bakir félicite le « chef révolutionnaire » Abdul-Malik al-Houthi à l'occasion du 7e anniversaire de la prise de pouvoir des Houthis au Yémen, le qualifiant de « résistant héroïque contre l'agression extérieure ».